# Croatia Open
Croatia Open er en ATP-tennisturnering for mænd afholdt i Umag, Kroatien, som er en del af 250-serien af ATP Touren.

## Tidligere finaler

### Singles
| År   | Vinder                        | Finalist                      | Score                         |
| ---- | ----------------------------- | ----------------------------- | ----------------------------- |
| 1990 | Goran Prpić                   | Goran Ivanišević              | 6–3, 4–6, 6–4                 |
| 1991 | Dimitri Poliakov              | Javier Sánchez                | 6–4, 6–4                      |
| 1992 | Thomas Muster                 | Franco Davín                  | 6–1, 4–6, 6–4                 |
| 1993 | Thomas Muster (2)             | Alberto Berasategui           | 7–5, 3–6, 6–3                 |
| 1994 | Alberto Berasategui           | Karol Kučera                  | 6–2, 6–4                      |
| 1995 | Thomas Muster (3)             | Carlos Costa                  | 3–6, 7–6(7–5), 6–4            |
| 1996 | Carlos Moyá                   | Félix Mantilla                | 6–0, 7–6(7–4)                 |
| 1997 | Félix Mantilla                | Sergi Bruguera                | 6–3, 7–5                      |
| 1998 | Bohdan Ulihrach               | Magnus Norman                 | 6–3, 7–6(7–0)                 |
| 1999 | Magnus Norman                 | Jeff Tarango                  | 6–2, 6–4                      |
| 2000 | Marcelo Ríos                  | Mariano Puerta                | 7–6(7–1), 4–6, 6–3            |
| 2001 | Carlos Moyá (2)               | Jérôme Golmard                | 6–4, 3–6, 7–6(7–2)            |
| 2002 | Carlos Moyá (3)               | David Ferrer                  | 6–2, 6–3                      |
| 2003 | Carlos Moyá (4)               | Filippo Volandri              | 6–4, 3–6, 7–5                 |
| 2004 | Guillermo Cañas               | Filippo Volandri              | 7–5, 6–3                      |
| 2005 | Guillermo Coria               | Carlos Moyá                   | 6–2, 4–6, 6–2                 |
| 2006 | Stan Wawrinka                 | Novak Djokovic                | 6–6(1–3), retired             |
| 2007 | Carlos Moyá (5)               | Andrei Pavel                  | 6–4, 6–2                      |
| 2008 | Fernando Verdasco             | Igor Andreev                  | 3–6, 6–4, 7–6(7–4)            |
| 2009 | Nikolay Davydenko             | Juan Carlos Ferrero           | 6–3, 6–0                      |
| 2010 | Juan Carlos Ferrero           | Potito Starace                | 6–4, 6–4                      |
| 2011 | Alexandr Dolgopolov           | Marin Čilić                   | 6–4, 3–6, 6–3                 |
| 2012 | Marin Čilić                   | Marcel Granollers             | 6–4, 6–2                      |
| 2013 | Tommy Robredo                 | Fabio Fognini                 | 6–0, 6–3                      |
| 2014 | Pablo Cuevas                  | Tommy Robredo                 | 6–3, 6–4                      |
| 2015 | Dominic Thiem                 | João Sousa                    | 6–4, 6–1                      |
| 2016 | Fabio Fognini                 | Andrej Martin                 | 6–4, 6–1                      |
| 2017 | Andrey Rublev                 | Paolo Lorenzi                 | 6–4, 6–2                      |
| 2018 | Marco Cecchinato              | Guido Pella                   | 6–2, 7–6(7–4)                 |
| 2019 | Dušan Lajović                 | Attila Balázs                 | 7–5, 7–5                      |
| 2020 | Aflyst pga. COVID-19 pandemic | Aflyst pga. COVID-19 pandemic | Aflyst pga. COVID-19 pandemic |
| 2021 | Carlos Alcaraz                | Richard Gasquet               | 6–2, 6–2                      |
| 2022 | Jannik Sinner                 | Carlos Alcaraz                | 6–7(5–7), 6–1, 6–1            |
| 2023 | Alexei Popyrin                | Stan Wawrinka                 | 6–7(5–7), 6–3, 6–4            |
| 2024 | Francisco Cerúndolo           | Lorenzo Musetti               | 2–6, 6–4, 7–6(7–5)            |
| 2025 | Luciano Darderi               | Carlos Taberner               | 6–3, 6–3                      |

### Doubles
| År   | Vinder                                   | Finalist                              | Score                        |
| ---- | ---------------------------------------- | ------------------------------------- | ---------------------------- |
| 1990 | Vojtěch Flégl Daniel Vacek               | Andrei Cherkasov Andrei Olhovskiy     | 6–4, 6–4                     |
| 1991 | Gilad Bloom Javier Sánchez               | Richey Reneberg David Wheaton         | 7–6, 2–6, 6–1                |
| 1992 | David Prinosil Richard Vogel             | Sander Groen Lars Koslowski           | 6–3, 6–7, 7–6                |
| 1993 | Filip Dewulf Tom Vanhoudt                | Jordi Arrese Francisco Roig           | 6–4, 7–5                     |
| 1994 | Diego Pérez Francisco Roig               | Karol Kučera Paul Wekesa              | 6–2, 6–4                     |
| 1995 | Luis Lobo Javier Sánchez (2)             | David Ekerot László Markovits         | 6–4, 6–0                     |
| 1996 | Pablo Albano Luis Lobo (2)               | Ģirts Dzelde Udo Plamberger           | 6–4, 6–1                     |
| 1997 | Dinu Pescariu Davide Sanguinetti         | Dominik Hrbatý Karol Kučera           | 7–6, 6–4                     |
| 1998 | Neil Broad Piet Norval                   | Jiří Novák David Rikl                 | 6–1, 3–6, 6–3                |
| 1999 | Mariano Puerta Javier Sánchez (3)        | Massimo Bertolini Cristian Brandi     | 3–6, 6–2, 6–3                |
| 2000 | Álex López Morón Albert Portas           | Ivan Ljubičić Lovro Zovko             | 6–1, 7–6(7–2)                |
| 2001 | Sergio Roitman Andrés Schneiter          | Ivan Ljubičić Lovro Zovko             | 6–2, 7–5                     |
| 2002 | František Čermák Julian Knowle           | Albert Portas Fernando Vicente        | 6–4, 6–4                     |
| 2003 | Álex López Morón (2) Rafael Nadal        | Todd Perry Thomas Shimada             | 6–1, 6–3                     |
| 2004 | José Acasuso Flávio Saretta              | Jaroslav Levinský David Škoch         | 4–6, 6–2, 6–4                |
| 2005 | Jiří Novák Petr Pála                     | Michal Mertiňák David Škoch           | 6–3, 6–3                     |
| 2006 | Jaroslav Levinský David Škoch            | Guillermo García López Albert Portas  | 6–4, 6–4                     |
| 2007 | Lukáš Dlouhý Michal Mertiňák             | Jaroslav Levinský David Škoch         | 6–1, 6–1                     |
| 2008 | Michal Mertiňák (2) Petr Pála (2)        | Carlos Berlocq Fabio Fognini          | 2–6, 6–3, [10–5]             |
| 2009 | František Čermák (2) Michal Mertiňák (3) | Johan Brunström Jean-Julien Rojer     | 6–4, 6–4                     |
| 2010 | Leoš Friedl Filip Polášek                | František Čermák Michal Mertiňák      | 6–3, 7–6(9–7)                |
| 2011 | Simone Bolelli Fabio Fognini             | Marin Čilić Lovro Zovko               | 6–3, 5–7, [10–7]             |
| 2012 | David Marrero Fernando Verdasco          | Marcel Granollers Marc López          | 6–3, 7–6(7–4)                |
| 2013 | Martin Kližan David Marrero (2)          | Nicholas Monroe Simon Stadler         | 6–1, 5–7, [10–7]             |
| 2014 | František Čermák (3) Lukáš Rosol         | Dušan Lajović Franko Škugor           | 6–4, 7–6(7–5)                |
| 2015 | Máximo González André Sá                 | Mariusz Fyrstenberg Santiago González | 4–6, 6–3, [10–5]             |
| 2016 | Martin Kližan (2) David Marrero (3)      | Nikola Mektić Antonio Šančić          | 6–4, 6–2                     |
| 2017 | Guillermo Durán Andrés Molteni           | Marin Draganja Tomislav Draganja      | 6–3, 6–7(4–7), [10–6]        |
| 2018 | Robin Haase Matwé Middelkoop             | Roman Jebavý Jiří Veselý              | 6–4, 6–4                     |
| 2019 | Robin Haase (2) Philipp Oswald           | Oliver Marach Jürgen Melzer           | 7–5, 6–7(2–7), [14–12]       |
| 2020 | Aflyst pga COVID-19 pandemic             | Aflyst pga COVID-19 pandemic          | Aflyst pga COVID-19 pandemic |
| 2021 | Fernando Romboli David Vega Hernández    | Tomislav Brkić Nikola Ćaćić           | 6–3, 7–5                     |
| 2022 | Simone Bolelli (2) Fabio Fognini (2)     | Lloyd Glasspool Harri Heliövaara      | 5–7, 7–6(8–6), [10–7]        |
| 2023 | Blaž Rola Nino Serdarušić                | Simone Bolelli Andrea Vavassori       | 4–6, 7–6(7–2), [15–13]       |
| 2024 | Guido Andreozzi Miguel Reyes-Varela      | Manuel Guinard Gregoire Jacq          | 6–4, 6–2                     |
| 2025 | Romain Arneodo Manuel Guinard            | Patrik Trhac Marcus Willis            | 7–5, 7–6(7–2)                |